# アダモステ
アダモステ（1955年3月18日生まれ）とは、お笑い芸人の島崎俊郎がフジテレビの『オレたちひょうきん族』の中で扮したキャラクターである。高知県出身。

## 概要
「ホーッテ、ホッテホッテ、ホッテマカセ～」と歌い踊りながら登場し、タレントやテレビカメラに近づいて「○○みーっけ！」と叫んでキスをし、白いキスマークを付けるのが定番芸。
初登場は1985年2月2日。1989年10月14日の最終回「タケちゃんマン忠臣蔵」で「アダモステと決別する」と発言したものの、その後も島崎は出演するバラエティ番組で何度も扮している。愛称は「アダモちゃん」。
アダモステの原型はタケちゃんマンのコーナーで島崎が演じた、タヒチアンショー・ビンボーダンス（リンボーダンスのパロディ）で原住民に扮した日本人のマネー島崎。発端はある日楽屋でたけしから「お前、ポリネシアン・ダンサーに似てるな」と何気なく言われたことからマネー島崎を演じることになった。その演技中、島崎はアドリブで「ア〜ダ〜モ〜ス〜テ〜!!……ペイ!!」と叫んだり、「ホンナニモ、カー」と言うなどしてたけしにウケた。「アダモステ、ペイ！」とは日本語で「あんたなんか知らないよ。ふん!」という意味らしく、そのフレーズがそのまま「アダモステ」というキャラクター名になってしまった。なお、「ペイ!!」は、島崎の父親の口癖とのこと。
その後、アダモステは「アダモちゃん」と呼ばれるようになり、「タケちゃんマン」の1シーンで、毎週ストーリーラインとはあまり関係のない役割で様々な職業などに扮して出演し（博打の予想屋に扮して登場、仕事を終えて家の中に入ろうとすると追い出されてしまうなど）、人気キャラクターとなる。他の出演者から「アダモちゃ〜ん!」と呼びかけられると、アダモちゃんは「ハ〜イ!!!」と大きな声で返事をした。
同番組の中盤以降も、三味線弾きの松村花子と一緒に浪曲師の仇申亭 北（あだもすてい ぺい）に扮し、人気を評した。島崎は最終回までアダモステをやったが、共演者のラサール石井が言うには当時の台本にはほぼ毎回「アダモちゃん登場」「アダモちゃん嵐のように登場、大爆笑のうちに嵐のように去る」としか書かれておらず、このためアダモステをやる時は事実上のアドリブ状態であり、細かい内容も“本人にお任せ”状態だった島崎は、結構プレッシャーだったとのこと。
2000年にアダモステがメインボーカルを務めるユニット「アダモす」を結成。
2005年、TBS系の『ズバリ言うわよ!』にアダモステの姿で出演した際、細木数子に「その芸風は古いのよ!」などと言われたが、アダモステの姿でバラエティやステージショーにでることは少なくはなかった。
BSフジで年1回放送される特別番組「BSフジ11時間テレビ 全国対抗!脳トレ生合戦!!」では、初回の2017年から毎回出演し、司会の岡田圭右と出演者の男性1人がキスの洗礼を受けるのが恒例行事になっていた。

## 逸話
- アニメ『北斗の拳』で、断末魔の悲鳴に「アダモステ」（劇中では「あ！・だ！・も！・す！・てぇ〜！」）のフレーズが使用されたことがある。
- 1999年から2000年頃、コギャルによるガングロブームが勃発して、その化粧がアダモステそっくりだったため、コギャルの教祖となった。しかし、ブームも長続きせずすぐ下火となってしまった。
- アーチェリーでアテネオリンピック銀メダリストの山本博曰く、学生時代にアルバイトをしていた頃、現在と同様顔が黒くアダモステそっくりだったため、そのバイト先で「アダモちゃん」と呼ばれていたという。
- バラエティ番組『ここがヘンだよ日本人』の日本の芸人コンテストにおいて、アフリカ人差別だとして罵声・ブーイングを浴びる。
- 映画『劇場版TRICK 霊能力者バトルロイヤル』に村人の1人として登場。
- アニメ『マジンガーZIP!』の「スミス博士、登場」回で、スミス博士の謎のポーズの元ネタとして登場（滝川クリステルの「オ・モ・テ・ナ・シ」と「ア・ダ・モ・ス・テ」を勘違いしたもの）。
- 女子プロレスラーの井上京子は、入団当時に先輩レスラー達の前で芸を披露することになり、アダモステを披露した所、非常にウケ、それ以降『アダモ』というあだ名をつけられた。

## 作品
- CD（アダモす）
  - 『アダモ de ガングロ』（2000年6月21日）
  - 『みんな★がんばれ!／一筋』（2001年11月23日）
- CD
『アダモちゃんのテーマ』（2009年7月8日）
- DVD
『アダモちゃんおそらく誕生25周年記念DVD 私はアダモちゃんをみた!! 1万台のカメラが捉えた衝撃の映像』（2009年4月10日）
ダチョウ倶楽部、スザンヌ、原口あきまさ 他が出演。